# Guenrikh Yagoda
Guenrikh Grigorievich Yagoda (em russo Генрих Григорьевич Ягода (Rybinsk, 7 de novembro de 1891 – Moscou, 15 de março de 1938) foi um judeu, chefe da polícia secreta da União Soviética (O.G.P.U.), entre 1934 e 1936.

## Biografia
Yagoda nasceu no seio de uma família judaica, com o nome de Yenokh Gershonovich Yehuda, e aderiu aos bolcheviques em 1907. Depois da Revolução de Outubro, ingressou na Tcheka, a polícia secreta anterior à O.G.P.U., convertendo-se na segunda figura mais importante depois de Félix Dzerjinsky, em Setembro de 1923. Após a morte de Dzerjinsky em Julho de 1926, Yagoda esteve sob as ordens de Viacheslav Menjinsky, mas devido ao precário estado de saúde deste, era Yagoda quem tinha o efectivo controlo da polícia secreta no final da década de 1920. A 10 de julho de 1934, dois meses após de o falecimento de Menzhinsky, Yagoda foi nomeado Comissário do Povo dos Assuntos Internos, passando a chefiar todas as forças policiais, incluindo a secreta.
É acusado de providenciar o assassinato do seu superior Menjinsky, bem como de Serguei Kirov. Este homicídio, em Dezembro de 1934, contribuiu para o início da Grande Purga.
Yagoda supervisionou o primeiro dos Processos de Moscovo e a posterior execução dos líderes soviéticos condenados, entre os quais Grigory Zinoviev e Lev Kamenev, em Agosto de 1936. No entanto, a paranoia de Estaline durante a época da Grande Purga também atingiu Yagoda, pelo que em 16 de setembro de 1936, Nikolai Iejov substituiu-o na liderança da polícia secreta e, em março de 1937, Yagoda foi detido. Foi acusado de traição e de conspirar contra o governo no último dos Processos de Moscovo, em Março de 1938. Alexander Soljenítsin esteve presente no julgamento de Yagoda e descreveu a sua atitude de confiança em relação à eventual clemência de Estaline. No entanto, Yagoda foi declarado culpado e fuzilado assim como outros 3000 membros da polícia secreta.
Alexander Orlov descreveu o diálogo que teve com Yagoda pouco dias antes da sua execução, quando este se encontrava na prisão da Lubianka. Quando Orlov lhe perguntou se acreditava em Deus, Yagoda respondeu: "De Estaline só mereço gratidão pela minha lealdade, de Deus mereço o mais severo castigo por ter violado milhares de vezes os seus mandamentos. Agora repare onde me encontro e veja se existe ou não um Deus…".